# 야에자토촌
야에자토촌(八栄里村)은 야마가타현 히가시타가와군에 설치되었던 촌이다. 현재의 쇼나이정에 해당한다.